# اچ‌دی ۲۵۱۷۱

اچ‌دی ۲۵۱۷۱

اچ‌دی ۲۵۱۷۱ یک ستاره است که در صورت فلکی تور قرار دارد.